# Спиридон Јовановић
Спиридон Јовановић био је писар кнеза Милоша, и први нишки учитељ „новог метода“ који је из Кнежевине Србије, послат у Ниш, са циљем да доприносе унапређењу просветне делатности у још неослобођеном граду од вишевековног Османлијског ропства.
Према бројним изворима њему припада огромна заслуга за увођење српског писма и осавремењивање наставе на књижевном језику и развијање свести код Српског народа, у крајевим ондашње „старе Србије“, као делу српске етничке целине, која је за живота Спиридона Јовановића још била под Османлијским ропством.

## Живот и каријера
Спиридон Јовановић рођен је у Румунском делу Баната у градићу Чаково (рум. Ciacova), тада у Аустријском царству, у коме је и завршио школовање. Радио је као наставник и истовремено као црквени певач. Био је веома образован, знао је грчки и немачки језик. Његово знање грчког језика вероватно је потицало из грчке цркве у његовом родном Чакову, коју је некада похађао и Доситеј Обрадовић, такође рођен у Чакову.
Непрекидно је одржавао везу са утицајним и угледним личностима из Србије, а захваљујући трговцу Манојлу Стевановићу из Београда, потајно се сретао и са кнезом Милошем Обреновићем. По ослобањању Србије од Османлија, Спиридон, прелази у Кнежевину Србију и постаје један од писара код кнеза Милоша.
Спиридон Јовановић, послат је у Ниш од стране кнеза Милоша, као један од учитељ „новог метода“ у тек ослобођеној Кнежевини Србији, да унапреди систем школовања Срба у Нишу. По доласку у Ниш, Јовановића је примљен од стране Митрополиту Григорија, на молбу неколико угледних грађана да примии овог сиромашчића и бегунца из Аустрије да ослободи ове крајеве Србије од вишевековне неписмености.
Митрополит Григорију, је према њему био јако неповерљив. Та неповерљивост Григорија, и поред његовог доприноса просвети, била је велики, према просветитељству Спиридону Јовановића, произилазила је из чињенице да је: делимично из његовог страха од Турака, којима је био наклоњен, и његове велике грчке фанатичности. Ова „фанатичност“ Григорија огледала се у његовој борби против новог система образовања, чији је заговорник био Спиридон Јовановић који је у окупирани Ниш дошао из слободне Србије. Шест месеци Митрополиту Григорију требало је да испита Јовановићево знање пре него што му је дао постављење, када се коначно уверио да неће бити „опасан“ за турску државу и грчку школу,
Када га је напокон Спиридон Јовановић добио постављење, Григорије му је поставио услов да се држи дотадашњег манастирског система образовања, ... и да ђаке учи само буквар, часловац и псалтир ... слова и рачун ...
Међутим Спиридон се није у потпуности држао ових услова, због чека је често долазио у сукоб са Митрополитом Григоријем. Из овог периода забележена је једна анегдота, која на баналном примеру показује колико је био изражен тај сукоб:
| „ | Као добар појац, Спиридон Јовановић је певао за певницом у Цркви, али новим карловачким напевом. То, али и увођење неких „новотарија“ је изазвало оштре реакције нишких свештеника. Ј. Хаџи-Васиљевић је записао, да када је митрополит Григорије на богослужењу чуо Спиридоново појање, праснуо у смех и назвао његово појање сељачким. | ” |

Што због карловачког напева, што због честих сукоба (везаних за облике наставе), са владиком Григоријем, Спиридон Јовановић је 1838. године добио отказ. Одлази у Параћин (град северно од Ниша, који је у том периоду био у ослобођеном делу Србије). У параћину је Јовановић постао учитељ „Правитељствене школе“, а затим и служитељ „Старије Параћинска школе“ (од 10. априла 1839).
После две године, након интервенције кнеза Михаила 1840. године, Спиридон Јовановић се поново вратио у Ниш. Према сачуваним записима из тог периода, његов однос по повратку у Ниш, са митрополитом Григоријем је био добар. Заједно су уз помоћ нишких трговаца и занатлија купили кућу и основали школски фонд у износу од 1.000 дуката. Тиме је Григорије, без обзира на оштро противљење новом систему образовања, доказао да никада није брано учење словенског језика. Чак је био и велики љубитељ српске народне књижевности, нарочито Доситеја Обрадовића (што доказује да је до 1836. године, био је претплатник на његова дела „Ижица“, „Мезимац“ и „Христоитије“).
Међутим, Спиридон Јовановић је убрзо по други пут морао да напусти Ниш, јер је био оптужен од стране цркве и неколицине Нишлија да је „исувише српски настројен“, одн. да проповеда „Србију у Нишу“. Овај сукоб као све учесталија нетрпељивост између Турака и грађана Ниша, учитељу Спридону не само да су додатно отежавали посао већ му је био директно и живот угрожен. Уз помоћ пријатеља добио је потребне документе и убрзо је са неколицином трговаца отишао у јужније - у Велес (данас у БЈР Македонији), да би тамо учио ђаке. О боравку у Велесу постоје различити подаци, тако да је тешко утврдити праву годину његовог одласка. Претпставља се да је то било између 1841. и 1843. године.
Након смрти владике Григорија, октобра 1842. године интензивиран је и олакшан рад српске школе у Нишу. Новог владику нишког, Венедикта, који је на то место дошао 1843. године, пратио је епитет „учеван и законито школован“, и знатно толерантнији од својих претходника. Венедикт не само да је створио повољнију атмосферу око школе, већ је на молбу грађана, дозволио и Спириднов повратак у Ниш.
| „ | Додуше, и Венедикт је у почетку био резервисанији према овом учитељу, али га је касније поставио за главног учитеља и дозволио му „да предаје све што зна од знања.“ | ” |

Спиридон Јовановић који је био у браку са женом Недом имао је сина Ставру који се родио, по њиховом доласку у Ниш, а умро у Алексинцу после српско-турских ратова, као зет Тривуна Тривунца. Ставрин син Душан, који је носио очухов презиме Димитријевић, био је коњички официр у Нишу..
Спиридон Јовановић је преминуо око 1855. године у Нишу.

## Дело
Једренском миром из 1828. године, између Русије и Османлијског царства решено је, добрим делом и српско питање. Међутим, српско и остало хришћанско становништво из Ниша и околине, није се мирило са чињеницом да ће и даље живети у под Одманлијском влашћу, само петнаестак километара од границе са Кнежевином Србијом. Са аспекта школства, прве деценије 19. века у Нишу су обиловале покушајима хришћанског дела становништва да постави нове темеље школства за своју децу и омладину. Већ постојећи проблем са политичким неслагањем између становништва и властодржаца, одразио се свакако и на изградњу школске инфраструктуре. Већ од краја 18. века, број ученика у Нишу је нагло растао, а тиме и потреба за школованим учитењима и новом, већом школском зградом била све већа.
Грађани и учитељи Ниша су, код паше и владике, питање школовања деце све чешће постављали. У то време ступили су на снагу и укази из Цариграда, којим се повећало право на образовање и оних становника Османијске царевине који нису били муслимани. У оквиру тих реформи, ради побољшања положаја хришћанског становништва, предвиђена је, поред осталог, и слобода школовања и зидања школских зграда, тако да су се грађани Ниша с правом надали да ће, честим тражењем и мољењем, добити коначно дозволу за долазак нових учитеља из Кнежевине Србије и градњу школе. Они су у том смислу не само све чешће тражили помоћ у уџбеницима и учитељима из Кнежевине Србије, већ су истовремено предузимали одређене активности, па су тако:  занатлије, са својом еснафском организацијом, трговци и богати земљорадници, финансијски здушно помагали остварење тих жеља. Ове молбе Нишлија реализоване су доласком учитеља Спиридона Јовановића, чиме је означен почетак организованог световног школског система у Нишу,
У моменту када је 1830. године у Ниш дошао Спиридон Јовановић, нишку децу Српске националност учило је и описмењавало тек неколико свештеника, самоиницијативно или по жељи грађана, најпре, у својим кућама, а касније у згради општине, окупљало младиће ради описмењавања. Српски савременици који су на својим путовањима видели праве школе у Европи, ове у Нишу нису сматрали школама. Говорили су:
| „ | Нема школа у Нишу него само неки свештеници окупљају по неколико деце и уче их писмености... | ” |

Након што је добио постављење од стране владике Григорија, Спиридон Јовановић је у Нишу истовремено радио као наставник и црквени певач. У свом раду и црквеном певању, за плату од једне гроша месечно по детету за чаславац, по 2 гроша месечно за псалтир и по 2,20 гроша за оно дете које редовно учи, Спиридон Јовановић је морао да се строго придржава владикиних инструкција.
Спиридон је прву школу, у којој нису предавали свештеници) отворио у Нишу у истој оној општинској кући у којој су раније децу подучавали свештеници. У почетку наставу је похађало свега пет или шест ђака, јер Спиридону Јовановићу није било нимало лако да придобије наклоност конзервативних родитеље. После неколико месеци, када су нишлије свестрано сагледале чему он све подучава децу, стање се из основа променили и број ђака у његовој школи нарастао је на педесет. Тако да је, у тадашњој „поповској школи у Нишу“, после неклолико месеци, остало само неколико ђака, па су свештеници-учитељи, прекинули да држе наставу у школској згради и прешли да раде код својих кућа.
Учитељ Спиродон је, први у Нишу с почетка 19. века почео да ради са већим бројем ђака, и то у наменској школској згради, у којој је завео бољи ред и осавременио наставу. Он је, у нишким школама први почео да уводи књижевни српски језик тога времена. Иако су тадашњи ђаци на почетку четврте деценије 19. века још писали црквенословенским писмом, оно захваљујући Спиридону, а касније и његовим сардницима почиње полако да уступа место тзв. грађанској ћирилици.
Учитељ Јовановић је, осим писмености, учио своје ђаке и лепом опхођењу. Упућивао је младиће да, сваког старијег, било у кући или на улици, поздрављају клањањем или узвиком „Поздрављајемо“. Умножавао је народне песме из Србије, а придавао је пажњу и облачењу, које је било попут оног код „србијанских чиновника“.
Међутим поред чињенице да се број ђака стално повећавао, Спиродон Јовановић је, због разних притисака, морао да предаје само оне предмете на којима је владика инсистирао. О томе говори овај запис свештеник Михајло Поповић, из села Велико Боњинце који је оставио податак на маргинама једне књиге у цркви Св. Богородице, да је у време њиховог школовања у Нишу (од 1838. до 1841. године) учитељ био Спиридон Јовановић, а у школи се учио буквар, часловац, псалтир, месецослов, катихизис и требник.
Како је током одређених периода, попуштао притисак црквених власти,е Јовановић је могао да предаје и предмете световног садржаје. По причању свештеника Михајла Поповића, тада је у школи било 32 ђака, што се поприлично разликује од каснијих тврдњи, потоњег учитеља Атанасија Петровића који је говорио да их је било око две стотине, те да је Јовановић због тога имао двојицу калфа који су му
помагали у предавњу, испитивању и одржавању реда ван школе.
Ђак који је добро учио, по Јовановићевој одлуцу, могао је школу да заврши за пет до шест година.
Спиридон Јовановић је имао стратегију коју је заснивао на замени манастирске методе образовања, грађанским, због чега је убрзо оквалификован као просветитељ упоран у раду и национално расположен, због кога се црквено-манастирски начин рада у Нишкој школи све више губио, кога су као човека грађани Ниша све више волели и поштовали.
| „ | На овакав рад Спиридона Јовановића, није благонаклоно гледао конзервативни део свештенства, а нарочито профанариотске црквене власти, са владиком на челу. Један део свештеника који су се до тог времена бавили подучавањем, а сада остали без посла - такође су наговарали родитеље да не шаљу своју децу код овог учитеља. Оваква клима око школе се пренела и на саму децу, која су се поделила на поповску и Спиридонову школу, због чега су се међусобно вређали и измишљали увредљиве надимке када би срели једни друге на улици | ” |

У време првог одласка учитеља Спиридона из школе, Ниш је захватила епидемија куге (1837 до 1838), што је био један од разлога прекида рада ове школе. Чести прекиди након епидемије, дешавали су се углавном и због промене наставника. Наиме, да уче нишку децу, из Србије су дошли Љубомир и Дамјан (Дача) Митровић, који су се трудили да раде онако како се радило и у ослобођеном делу Србије.
Пошто се по поновном повратку Спиридона у Ниш, број ђака стално повећавао он је у договору са митрополитом и школском општином 1841. произвео у учитеља свог најталентованијег ђака Атанасија Тасу Петровића, а у учитељски позив увео и прву учитељицу у Нишу, Анастасију - Насту Димитријевић, родом из Призрена, која је осим мушке, организовано описмењавала и женску децу. Она ће бити прва учитељица мешовите женске и мушке школе која је у Нишу основана 1845. такође на простору код Саборне цркве.
После смрти Спиридона Јовановића 1855, његов заменик постаје његов ученик Атанасије Петровић, познатији као Учитељ Таса.

### Значај и револуционарност дела Спиридона Јовановића
Значај просветитељског рада и свеукупног деловања Спиридона Јовановића, у под Османлијама поробљеном Нишу, у првој половини 19. века, најбоље илуструје овај цитат:
| „ | Овај наставник ударио је темеље елементарној, народној школи у новијој историји Срба, тако да можемо рећи да је његово целокупно дело било револуционарно. И поред многих ретроградних чинилаца, пре свих, од стране особа на власти које нису желеле да сагледају значај промена, уз два краћа одласка из Ниша (између 1830. и 1855. године) када се налазио на челу школства у Нишу - овај наставник је створио основ за рад нових, млађих учитеља | ” |